# Пропонент
Пропонент (англ. proponent від лат. propono — «пропонувати») — той, хто підтримує і аргументує тезу в дебатах. Є антонімом опонента. Також вживається у загальному значенні як «захисник».
Оскільки пропонент ініціює обговорення, на ньому лежить більша відповідальність за обгрунтованість і осмисленість суперечки; пропонент повинен підготувати як аргументи на користь своєї тези, так і відповіді на заперечення опонента.